# Chrysometa maculata
Chrysometa maculata este o specie de păianjeni din genul Chrysometa, familia Tetragnathidae. A fost descrisă pentru prima dată de Bryant, 1945. Conform Catalogue of Life specia Chrysometa maculata nu are subspecii cunoscute.